# Wasserkraftwerk Kalivaç
Das Wasserkraftwerk Kalivaç war ein umstrittenes Hydroenergieprojekt am Mittellauf des Flusses Vjosa in Albanien. Der Fluss gilt als „einer der letzten großen Wildflüsse Europas“. Bauträger war die italienische Firma BEG von Francesco Becchetti.

## Geographie
Der Fluss entwässert das griechische Pindos-Gebirge und große Gebiete Südalbaniens in die Adria. Bei einem letzten engen Durchbruch des Flusses zwischen einem Hügelzug beim Dorf Kalivaç wurde ab 2008 begonnen, das Wasserkraftwerk zu errichten. Der Damm wäre somit rund 25 km nördlich von Tepelena zu liegen gekommen. 

## Entwicklung
Baubeginn des Dammes war im Jahr 2007. Im Jahr 2010 wurde der Bau wieder eingestellt. Geplant war ein über 500 m langer und 60 m breiter Damm.  Der italienische Bauunternehmer investierte 70 Millionen Euro in das Projekt. Becchetti besitzt in Italien ein Bau- und Müllimperium und in Albanien den Fernsehsender Agon Channel. Das Projekt wurde zunächst auch von der Deutschen Bank mitfinanziert, die sich jedoch aus dem Projekt zurückzog.

## Kritik
Naturschützer forderten 2014, auf Kraftwerke an der Vjosa zu verzichten und stattdessen den „Wildfluss“ zum Nationalpark zu erklären. Auch das EU-Parlament nahm 2015 in einem Bericht über Albanien Stellung zum Bau von Wasserkraftanlagen im Land. Darin wird der Flusslauf der Vjosa als ökologisch gefährdetes Gebiet bezeichnet. Der Bau von Staudämmen in solchen Gebieten müsse von der albanischen Regierung besser kontrolliert und die lokale Öffentlichkeit unbedingt angehört und in die Planung miteinbezogen werden.
Als prominentes Zugpferd der Kraftwerksgegener gilt Leonardo DiCaprio.
Im Sommer 2022 beschloss die albanische Regierung, einen Nationalpark an der Vjosa einrichten zu wollen, am 15. März 2023 erklärte sie den gesamten auf albanischem Staatsgebiet liegenden Teil des Flusses zum Nationalpark.